# Saunemin (Illinois)
Pour les articles homonymes, voir Saunemin.
Saunemin est un village du comté de Livingston dans l'Illinois, aux États-Unis,. Il est situé à l'est du comté et incorporé le 11 août 1894.

## Démographie
Lors du recensement de 2010, le village comptait une population de 420 habitants. Elle est estimée, en 2016, à 402 habitants.

### Source de la traduction
- (en) Cet article est partiellement ou en totalité issu de l’article de Wikipédia en anglais intitulé « Saunemin, Illinois » (voir la liste des auteurs).